# James McCleery

James McCleery

James McCleery (* 2. Dezember 1837 im Trumbull County, Ohio; † 5. November 1871 in New York City) war ein US-amerikanischer Politiker. Im Jahr 1871 vertrat er den Bundesstaat Louisiana im US-Repräsentantenhaus.

## Werdegang
James McCleery besuchte in den Jahren 1859 und 1860 das Oberlin College in Ohio. Während des Bürgerkrieges diente er als Offizier im Unionsheer. Dabei wurde er mehrfach verwundet; bei der Schlacht von Shiloh verlor er seinen rechten Arm. Bis zum Ende des Krieges hatte er den Rang eines Majors erreicht. Außerdem bekleidete er bei den Freiwilligenverbänden den Rang eines Brevet-Brigadegenerals. Im Jahr 1866 trat er erneut, diesmal als Hauptmann, in die Army ein. Bis zum 15. Dezember 1870 blieb er beim Militär. Danach erwarb er im St. Mary Parish in Louisiana eine Plantage. Gleichzeitig arbeitete er dort auch als Rechtsanwalt. Außerdem wurde er im vierten Schulbezirk von Louisiana Schulrat.
Politisch war McCleery Mitglied der Republikanischen Partei. Bei den Kongresswahlen des Jahres 1870 wurde er im vierten Wahlbezirk von Louisiana in das US-Repräsentantenhaus in Washington, D.C. gewählt, wo er am 4. März 1871 die Nachfolge von Joseph P. Newsham antrat. McCleery konnte sein Mandat im Kongress aber nur bis zu seinem Tod am 5. November 1871 ausüben. Er starb während eines Besuchs in New York City. Nach einer Nachwahl fiel sein Abgeordnetenmandat an Alexander Boarman.